# 平海 (巡洋艦)
| 平海      | |
| 艦歴      | |
| 発注:     | |
| 起工:     | 1931年7月9日                                                                                        |
| 進水:     | 1935年10月8日                                                                                       |
| 就役:     | 1936年6月18日                                                                                       |
| その後:   | 1944年11月25日沈没                                                                                  |
| 除籍:     | 1945年1月10日（日本海軍）                                                                           |
| 性能諸元  | |
| 排水量:   | 基準：2,448t                                                                                        |
| 全長:     | 106.7m                                                                                              |
| 全幅:     | 11.95m                                                                                              |
| 吃水:     | 4.0m                                                                                                |
| 機関:     | 7,448hp 二軸レシプロ2基 艦本式5罐                                                                   |
| 速力:     | 23.2kt                                                                                              |
| 航続距離: | 12ktで5,000浬                                                                                       |
| 燃料:     | |
| 乗員数:   | 361名                                                                                               |
| 兵装:     | 50口径14cm連装砲3基 8.8cm単装高角砲3基 57mm単装砲4基 マキシム8mm機銃8丁 53.3cm水上魚雷発射管連装2基 |

平海（ピンハイ、PING HAI）は、中華民国海軍の軽巡洋艦。日中戦争で日本海軍航空隊により撃破されて捕獲、1944年（昭和19年）6月に海防艦八十島（やそしま）として再就役。同年9月に二等巡洋艦（軍艦）八十島となった。

## 概要
平海（ピンハイ、PING HAI）は寧海級巡洋艦の2番艦。1番艦寧海は日本の播磨造船所で建造されたが、平海は材料を日本から輸入して上海市の江南造船で建造された。船体のみ江南造船で建造し、兵装を含む艤装工事は日本で実施したという。
1937年（昭和12年）9月23日、日本海軍航空隊の空襲を受け、鎮江上流の揚子江沿岸で、擱坐・着底。日本軍に捕獲された（日中戦争、江陰海戦）。その後、日本本土に回航され佐世保に繋留された。
1944年（昭和19年）6月、呉海軍工廠で整備と改造工事を終えた平海は「八十島」（やそしま）と改名され、海防艦として再就役した。7月より小笠原諸島や硫黄島への輸送任務や船団護衛任務に従事した。
9月下旬、二等巡洋艦に類別変更され、大日本帝国海軍の軍艦となった。
11月中旬以降、フィリピン方面輸送任務に投入される。11月25日、二等輸送艦3隻と共に八十島船団としてルソン島西岸を航行中、米軍機動部隊（第38任務部隊）艦上機の空襲により重巡洋艦「熊野」と共に撃沈された。

## 艦歴

### 平海
上海の江南造船廠で1931年（昭和6年）7月9日に起工。播磨造船所の技術者が建造に寄与している。満州事変や第一次上海事変で日本と中華民国の関係が悪化する中、建造がすすめられた。1935年（昭和10年）10月8日、進水。艤装工事を日本の神戸相生の播磨造船所で実施することになり、上海から瀬戸内海に回航される。同年10月30日から1936年（昭和11年）6月18日に播磨造船で艤装工事が行われ、同年竣工した。蒋介石中華民国総統は、工事関係者に感謝状を贈ったという。なお寧海と平海では、兵装や航空兵装などに若干の差異がある。
盧溝橋事件にともなう日中戦争勃発後の1937年（昭和12年）7月15日、本艦は上海市を出港して揚子江上流へ向かう。8月中旬、第二次上海事変が生起した。8月22日、空母龍驤の艦上機を対空砲火で撃墜する。
9月中旬、中華民国艦隊（平海、寧海、應瑞、海容）等は揚子江中流の江陰要塞に停泊していた。9月20日19時00分、支那方面艦隊司令長官長谷川清中将（第三艦隊司令長官兼務）は、第二空襲部隊の空母加賀および、第五空襲部隊（第二連合航空隊、上海飛行場駐留）に、揚子江方面中華民国艦艇に対する攻撃を下令する。
9月21日の空襲予定は、天候不良のため中止。
9月22日午前中、まず連合航空隊の九二式艦上攻撃機12機（60kg爆弾搭載）と九五式艦上戦闘機6機が出撃する（第一次攻撃）。艦攻が水平爆撃を敢行し、「平海」に損害を与えた（直撃弾2、至近弾1）。午後、加賀攻撃隊（九六式艦上攻撃機7機、30kg爆弾搭載）が水平爆撃を実施、2隻（平海、寧海）に小規模な損害を与えた（第二次攻撃）。夕刻の十二空による第三次攻撃（九二式艦攻6、九五式艦戦3）は江陰砲台の対空砲火を受け、また寧海型を視認できず、應瑞型（巡洋艦、2,750トン）に水平爆撃を実施した。
「平海」は上流の南京へ脱出を図ったが、9月23日、再び連合航空隊と加賀航空隊の波状攻撃を受ける。第四次攻撃隊は十二空（九二式艦攻9、九五式艦戦3、九四式艦上爆撃機12）と十三空（九六式艦上爆撃機）は付近の砲台を制圧し、中華民国艦艇を襲撃、各艦に複数の直撃弾を与えた。第五次攻撃隊は加賀航空隊（艦攻8、艦爆8、艦攻4）から成り、遡江中の「平海」に直撃弾3発を記録、「平海」は炎上して擱坐した。9月25日にも十二空が巡洋艦「逸仙」を空襲、擱坐せしめた。
「平海」等に対する一連の航空攻撃は、日本海軍航空隊が水上部隊に実行した最初の組織的な空中攻撃であったという。
この空襲によって、同方面の中華民国海軍艦艇は戦闘力を喪失。「平海」の被害は、60kg爆弾直撃6発、水中弾10発、他に二航戦の攻撃ありと記録されている。
その後、南京攻略戦の進展にともない2隻（平海、寧海）は日本軍により捕獲。1938年（昭和13年）に引き揚げられた後、上海で修理され、呉工廠に曳航されたものの外洋航行に向かないとされしばらく放置状態だったという。

### 八十島

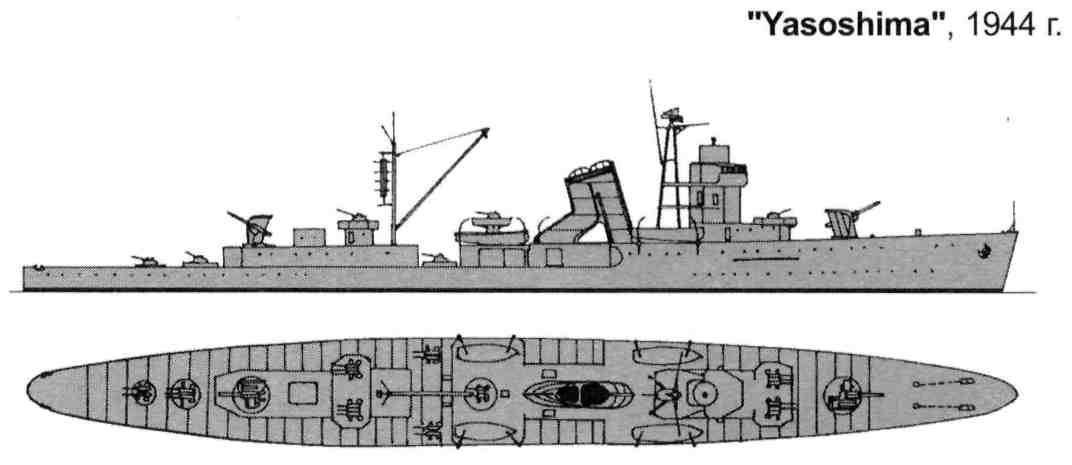
海防艦「八十島」。

1938年から佐世保に係留され佐世保海兵団の居住用ハルクとして使用、同年7月11日に「見島」と仮称した。
1944年（昭和19年）2月3日、「平海」は練習巡洋艦「香椎」に曳航されて佐世保を出発。2月4日、2隻は呉に到着した。呉工廠で改造工事と整備を行う。第一号型輸送艦や通常の海防艦と比較して船体が大きくデリックを装備していたことから、航空基地の移動や大発動艇を搭載しての輸送任務に従事することになった。
同年6月1日、「平海」は海防艦「八十島（やそしま）」と改名。「寧海」は「五百島」と改名。2隻（五百島、八十島）は日本海軍に編入され、海防艦に類別された。6月20日、横須賀防備戦隊に編入される。7月2日より小笠原諸島方面、7月22日より硫黄島方面への航空基地の移動用、輸送任務、船団護衛任務に従事した。
9月25日、「八十島」は海防艦から除籍。それに伴い「軍艦 八十島」となった。本籍は呉鎮守府。同日付で日本海軍は第一輸送戦隊を編成。「八十島」は第一輸送戦隊の旗艦に指定される。10月15日から11月15日まで佐世保工廠で輸送戦隊旗艦への改造工事を行った。改造完了後、フィリピン方面へ進出する。
11月14日、二等輸送艦3隻（113号、142号、161号）は佐世保を出港、台湾高雄港に進出する。11月22日、二等輸送艦3隻は高雄港を出撃、「八十島」も随伴した。
11月24日午後、4隻（八十島、113号、142号、161号）は陸軍戦車部隊輸送の途上、サマール沖海戦と日本帰投中の米潜水艦雷撃により大破、ルソン島サンタクルスに停泊中の重巡洋艦「熊野」に合同する。「八十島」は熊野負傷者を収容し、11月25日早朝サンタクルーズ湾を出発、マニラに向かった。
だが、出航直後に同湾でアメリカ第38.3任務群の大型空母タイコンデロガ (USS Ticonderoga, CV-14) 、軽空母ラングレー (USS Langley, CVL-27) などから飛来したTBFアヴェンジャーに襲撃される。米軍攻撃隊は「熊野」上空を通過し、八十島船団を攻撃。「八十島」は魚雷1本を船尾に受け沈没した。沈没地点記録北緯15度26分 東経119度20分 / 北緯15.433度 東経119.333度。また輸送艦3隻（113号、142号、161号）も共に撃沈される。その様子は「熊野」艦上からも目撃された。同日午後、「熊野」も同湾で空襲を受けて沈没した。
第1輸送戦隊旗艦は松型駆逐艦2番艦「竹」が継承した。
すくなくとも八十島生存者101名、熊野生存者490名が現地の海軍陸戦隊に編入され、フィリピン地上戦で多数が戦死した。
1945年（昭和20年）1月10日、「八十島」は二等巡洋艦、
帝国軍艦籍籍のそれぞれから除籍された。

### 改装後兵装
- 四十五口径十年式十二糎高角砲 単装 2基
- 九六式二十五粍高角機銃
  - 3連装 5基
  - 連装   4基
  - 単装  12基
- 九三式十三粍機銃 単装 8挺

## 歴代艦長
艤装員長
1. 松村總一郎 少佐：1944年6月1日[53] - 1944年6月10日[54]

海防艦長/艦長
1. 松村總一郎 少佐：1944年6月10日[54] - 1944年12月20日[55]

## 同型艦
- 寧海